# قایدو
قایدو ᠬᠠᠢ᠌ᠳᠤ؛ ح. ۱۲۳۰ – ۱۳۰۱ (۷۰−۷۱ سال) نوه اوگتای خان (۱۱۸۵–۱۲۴۱)میلادی و خان House of Ögedei و دفاکتو در خانات جعتای یک شاخه از امپراتوری مغول بود. در طی قرن سیزدهم او بر بخشی از سین‌کیانگ و آسیای مرکزی حکمرانی می‌کرد. وی تا هنگام مرگ در سال (۱۳۰۱م) (۷۰۰ق) بر علیه پسرعمویش قوبلای خان، بنیانگذار دودمان یوآن در چین، فعالیت می‌کرد.